# Electric Shock (canção)
Electric Shock é uma canção do girl group sul-coreano f(x), tirado de seu segundo EP lançado digitalmente em 10 de junho de 2012, e lançado fisicamente em 13 de junho de 2012, pela SM Entertainment. O videoclipe da música foi lançado em 11 de junho de 2012. A canção estreou em #1 na parada de singles e download digitais da Gaon, vendendo 630.510 cópias em sua primeira semana, em seguida, caiu para #3 vendendo 285.501 cópias na semana seguinte. Depois de 3 semanas na parada, Electric Shock vendeu 1.121.472 cópias.

## Composição
"Electric Shock" é uma canção dance-pop, empregando elementos de música eletrônica. Liricamente, a música expressa o sentimento de amor como um choque elétrico. A música fala sobre sentimentos confusos, mas emocionantes, depois de cair no amor. Como a letra expressa este sentimento curiosamente começando cada linha com a palavra, 'Jeongichunggyeok' ("Electric Shock" em inglês) para torná-la ainda mais interessante.

## Vídeo Musical
Um teaser oficial de 26 segundos foi lançado 8 de junho de 2012. Mais um teaser de um minuto e meio foi ao ar no KBS World. O vídeo da música foi lançado oficialmente em 11 de junho de 2012. O vídeo da música recebeu mais de um milhão de visualizações em menos de um dia e mais de 10 milhões de visitas em menos de uma semana.
O vídeo é dividido pela dinâmica solo das integrantes e pela parte dançante, cujo foi criado pela coreógrafa Jillian Meyers, que já havia trabalhado com f(x) em seu single Pinocchio (Danger) e novamente em Rum Pum Pum Pum. O vídeo possui três cenários, um cenário rosa com luzes de néon possuindo execução semelhante a um chip de computador, uma longa sala branca com grandes luzes brancas e superfícies reflexivas, e outro quarto branco com janelas do chão ao teto. Um total de quatro conjuntos diferentes de equipamentos pode ser visto em todas as cinco integrantes. Ao longo do vídeo, a câmera foca entre o número de dança e close-ups de cada garota do f(x). Em certas cenas, cada menina pode ser vista segurando uma arma de eletrochoque e direcionando-a para a câmera: Krystal e Amber usam tasers, Victoria e Luna usam um bastão de choque, e Sulli usa um desfibrilador.

## Vitórias em programas musicais
| Ano  | Data        |
| ---- | ----------- |
| 2012 | 21 de junho |
| 2012 | 28 de junho |
| 2012 | 5 de julho  |

| Ano  | Data        |
| ---- | ----------- |
| 2012 | 22 de junho |
| 2012 | 29 de junho |

| Ano  | Data       |
| ---- | ---------- |
| 2012 | 1 de julho |
| 2012 | 8 de julho |

| Ano  | Data        |
| ---- | ----------- |
| 2012 | 26 de junho |
| 2012 | 3 de julho  |

## Desempenho nas paradas
| Gráfico                      | Melhores posições |
| ---------------------------- | ----------------- |
| Gaon Singles chart           | 1                 |
| Gaon Streaming Singles chart | 2                 |
| Gaon Download Singles chart  | 1                 |
| Gaon Karaoke Singles chart   | 2                 |